# إسعاف هونغ كونغ سانت جون
إسعافات هونغ كونغ سانت جون (بالإنجليزي: Hong Kong St. John Ambulance) (بالصينية: 香港聖約翰救護機構)هي منظمة خيرية منذ تاريخ طويل يمتد لأكثر من قرن وهي تخدم المجتمع منذ عام 1884. انضمت إلى شعارها: "لخدمة البشرية"، وتكرس المنظمة لتقديم الإسعافات الأولية الخدمات والإسعاف في حالات الطوارئ، والعناية بالأسنان لذوي الاحتياجات الخاصة، ودورات للحصول على إرشادات حول الإسعافات الأولية والتمريض المنزلي لعامة الناس.

## التاريخ

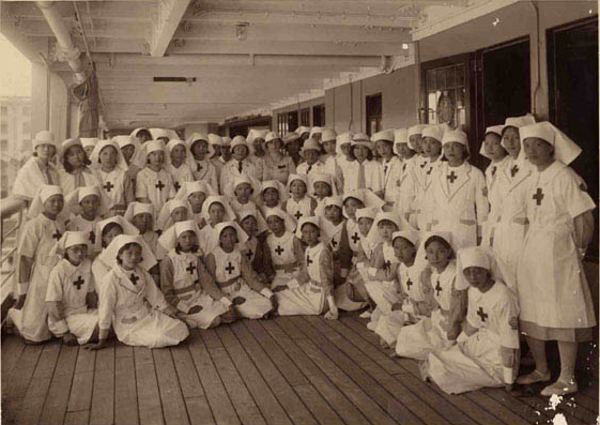
لواء إسعاف جون كونج في 1930

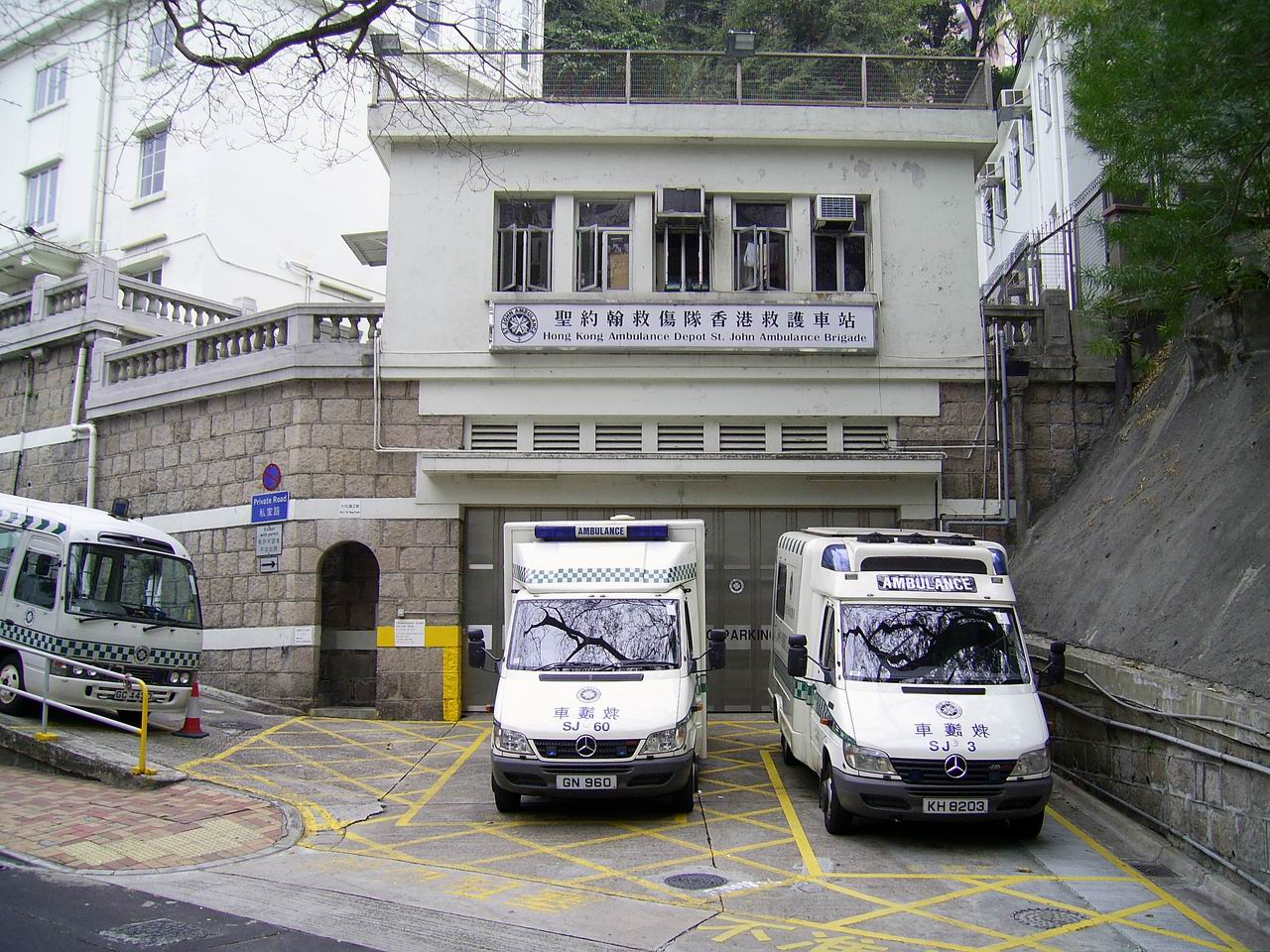
مستودع إسعاف في طريق تاي هانغ 2, خليج كوزواي, جزيرة هونج كونج

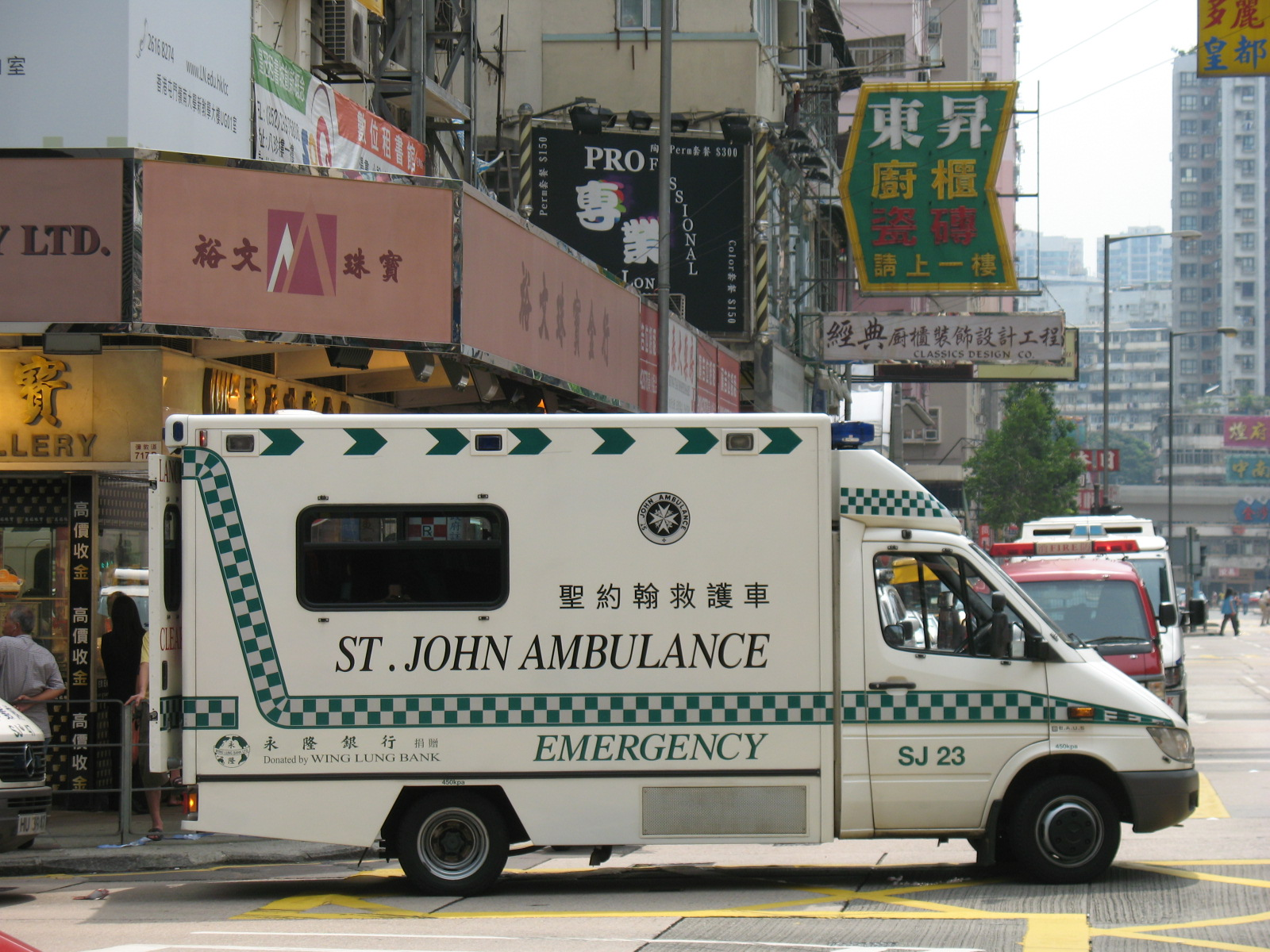
عربة إسعاف سانت جون في الخدمة في هونغ كونج

في هونغ كونغ ، تأسست جمعية إسعاف سانت جون في عام 1884 ، تلتها لواء الإسعاف في عام 1916 ، والمجلس في عام 1949 و الدير في عام 2015.
منذ تأسيسها ، تعمل سانت جون في هونغ كونغ بموجب أمر سانت جون المرسوم الفصل 1047 في قوانين هونغ كونغ ، ووفقًا للوائح التي وضعها مقر سانت جون في لندن مع جلالة الملكة كرئيس للنظام.
قدم سانت جون في هونج كونج خدمة طبية طارئة لجيش هونج كونج البريطاني خلال الغزو الياباني لهونج كونج في ديسمبر 1941 (الحرب العالمية الثانية). كان الدكتور واي تشونغ تشاو (189 ، 1893–1965) حاضراً في معركة Magazine Gap كمسؤول طبي في مستشفى إسعاف سانت جون . أثناء وجوده في سيارة ، قتل الشخص الجالس بجانبه وأصيب برصاصة في رئته. كانت الجلطة الدموية في رئته معه لبقية حياته.
لتسهيل الانتقال السلس لخدمات وتشغيل مجلس سانت جون لهونج كونج بعد تغيير السيادة في عام 1997 ولتمكين سانت جون في هونج كونج من الوجود كمنظمة مستقلة وخالية من اتجاه وسام القديس جون في المملكة المتحدة ، باستثناء علاقة أخوية ، تم سن قانون جديد لإدماج سيارات الإسعاف في هونج كونج سانت جون (الفصل 1164) من قبل المجلس التشريعي في 27 يونيو 1997. بموجب القانون الجديد ، المجلس القديم ، والجمعية تم دمج اللواء الآن كشركة اعتبارية ولديها اسم شركة جديدة من سيارة إسعاف هونج كونج سانت جون ، في حين أن طبيعة أعمال سانت جون لم تتغير.
بعد التسليم في عام 1997 ، قامت المنظمة بالرد مباشرة على الرئيس التنفيذي لهونج كونج . تعمل المنظمة منذ ذلك الحين على أساس مستقل من المملكة المتحدة.

## المنظمة
مجلس سانت جون : هو الهيئة الإدارية للمنظمة ، وهو مسؤول عن صنع السياسات ، وجمع الأموال ، وتخصيص الموارد ، وتوفير الدعم والتنسيق لوظائف جمعية وسائق إسعاف سانت جون.
جمعية إسعاف سانت جون : مسؤولة عن تدريب أفراد الجمهور على مبدأ وممارسة الإسعافات الأولية والتمريض المنزلي ومواضيع أخرى متشابهة ، إلى جانب نشر الكتب المدرسية لتسهيل هذا التعليم. كما تنظم الامتحانات وتصدر شهادات الكفاءة للمرشحين الناجحين. يتم فرض رسوم متواضعة على الدورات والامتحانات.
لواء إسعاف سانت جون : لواء إسعاف سانت جون ، الذراع الخدمي لسانت جون ،مسؤول عن تنظيم وتدريب وتجهيز الرجال والنساء والشباب للقيام ، على أساس طوعي ، إما كأفراد أو كمجموعات منظمة ، والإسعافات الأولية ، والتمريض المنزلي والأنشطة المتحالفة معها في الأماكن العامة ، أو في أي مكان آخر قد تتطلبه مناسبات ، لرعاية المحتاجين. الخدمة مجانية.
تحت قيادة المفوض ، تمتلك اللواء قوة تزيد عن 6000 متطوع تم تدريبهم ليكونوا فعالين وكفؤين في جميع الأوقات لأداء واجبات عامة في الجوانب التالية:
خدمات الإسعاف
خدمة الإسعافات الأولية
العناية بالأسنان ل ذوي الاحتياجات الخاصة
خدمة المتدربين

## قيادة جزيرة هونغ كونغ
تتكون قيادة جزيرة هونج كونج التابعة لواء إسعاف جون سانت جون من ثلاث (3) مناطق ، وهي المنطقة الإدارية ، والمنطقة الشرقية لجزيرة هونغ كونغ والمنطقة الغربية لجزيرة هونغ كونغ.

## قيادة كولون
تتكون قيادة كولون لواء إسعاف جون سانت جون هونج كونج من ثلاث (3) مناطق ، هي المنطقة الإدارية ، ومنطقة كولون الشرقية ومنطقة غرب كولون الغربية.

## قيادة الأقاليم الجديدة
تتكون قيادة الأقاليم الجديدة من لواء إسعاف جون سانت جون في هونج كونج من ثلاث (3) مناطق ، وهي المنطقة الإدارية ، والمنطقة الشرقية الجديدة ، والمنطقة الغربية الجديدة.

## قيادة الشباب
تأسست قيادة كاديت التابعة لواء إسعاف جون سانت جون في عام 1948. وهدفها هو تدريب المراهقين (الذين تتراوح أعمارهم بين 12 و 18 عامًا) على الإسعافات الأولية والتمريض المنزلي وتشجيعهم على تطوير اهتمامهم بالمهارات الاجتماعية والعملية مثل الطرق وسلامة المنزل ، ورعاية المجتمع ، وما إلى ذلك ، والتي هي موصلة لتطورهم ليصبحوا مواطنين صالحين. ومن المأمول أيضا أن تضع قيادة الكاديت الأساس لعضوية فرق الإسعاف والتمريض التابعة للواء. في الوقت الحاضر ، يتم إنشاء جميع أقسام كاديت في المدارس الثانوية.
أنشطة كاديت متنوعة. يشارك الطلاب في برامج تدريب على القيادة ويتلقون التدريب في مواضيع أخرى مثل مكافحة الحرائق والتجديف والتخييم وإنقاذ غرقي وتسلق الصخور وقراءة الخرائط وطهي الطعام وما إلى ذلك.
تم إصلاح منطقة كاديت كقيادة كاديت في 1 مايو 2007 ، وتوسعت إلى قيادة الشباب (HKI&K) وقيادة الشباب (NT) في 1 يناير 2014.
تركيب اساسي
القائد: د. جون فين أوستج ، مساعد مفوض أول
تخضع قيادة الشباب للإدارة العامة لمساعدين مفوضين بأربعة رؤساء مشرفين ، ويهتمون بالمناطق الأربع ، وهي المنطقة H ، المنطقة K ، المنطقة NTE ، المنطقة NTW.

## مواقع المرافق

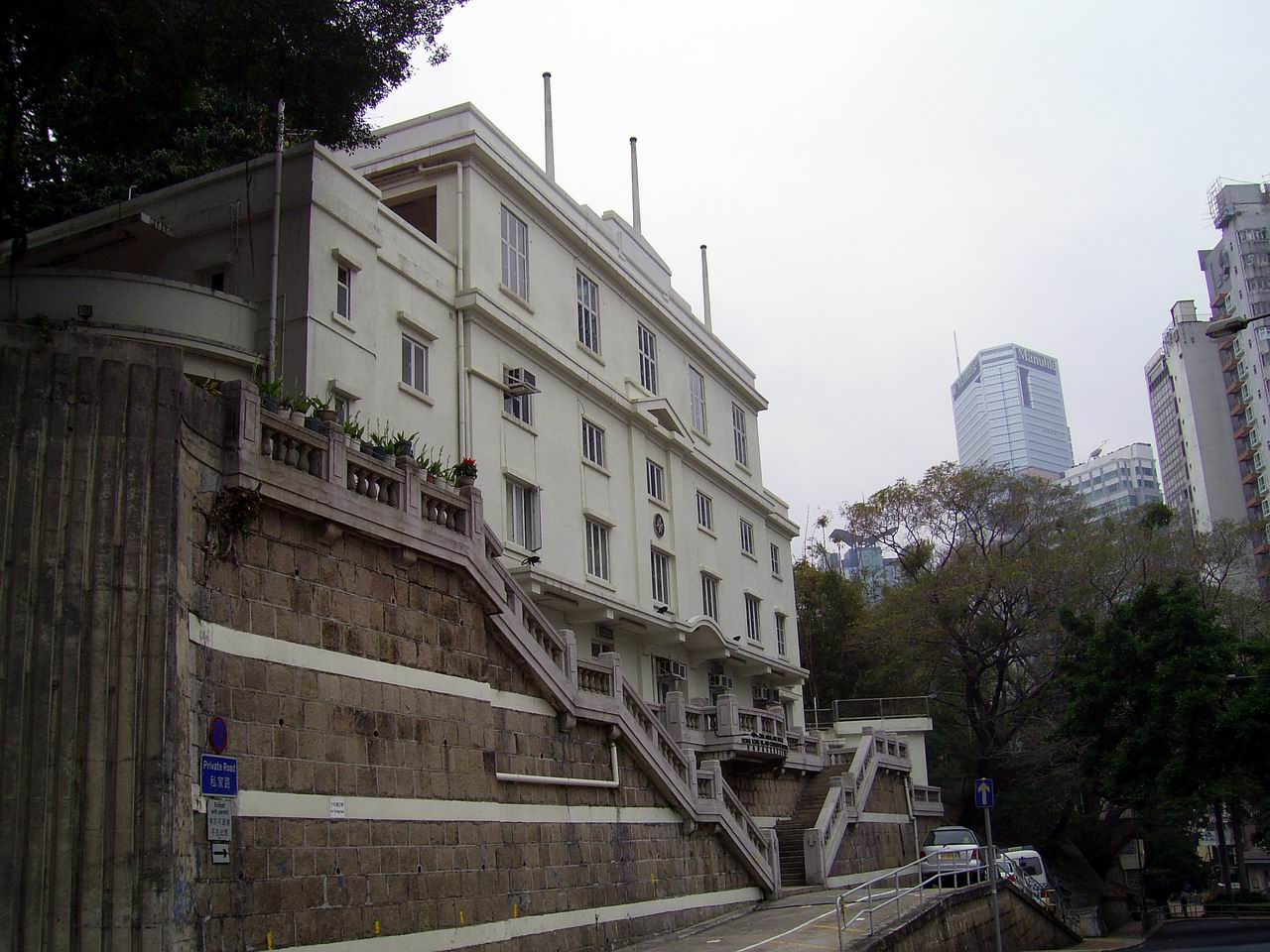
مقر قيادة جزيرة هونغ كونغ ، في طريق تاي هانغ 2.

قع المقر الرئيسي لسيارة إسعاف سانت جون في 2 طريق ماكدونيل ، المستويات المتوسطة ، جزيرة هونج كونج ، والتي أعيد بناؤها لاستيعاب فندق لضمان دخل مالي.
انتقل مقر قيادة جزيرة هونغ كونغ منذ ذلك الحين إلى طريق تاي هانغ 2 ، خليج كوزواي في مبنى تاريخي تم بناؤه عام 1935 ، ويطل على المكتبة المركزية وحديقة فيكتوريا. وهو أيضا مستودع إسعاف للواء.
يقع المقر الرئيسي لقيادة كولون بجوار مستشفى كولون في 10 طريق الأميرة مارغريت ، ولديه حتى الآن أرض للقدم وفصول دراسية للدروس والأنشطة. مستودع الإسعاف في كولون ليس بعيدًا جدًا عن طريق الأميرة مارغريت ، هومانتين.
يقع المقر الرئيسي للأراضي الجديدة في 28 Tin Ping Road في شونغ شوي، كمستودع إسعاف بشكل رئيسي.